# These Days...
These Days... è il terzo album in studio del rapper statunitense Ab-Soul, pubblicato nel 2014.

## Tracce
1. God's Reign (featuring SZA) – 4:18
2. Tree of Life – 5:37
3. Hunnid Stax (featuring Schoolboy Q) – 3:23
4. Dub Sac – 5:50
5. World Runners (featuring Lupe Fiasco & Nikki Jean) – 5:02
6. Nevermind That (featuring Rick Ross) – 4:39
7. Twact (featuring Jinx & Short Dawg) – 3:48
8. Just Have Fun – 5:30
9. Kendrick Lamar's Interlude (featuring Kendrick Lamar) – 4:59
10. Closure – 3:28
11. Sapiosexual – 3:36
12. Stigmata (featuring Action Bronson & Asaad) – 3:48
13. Feelin' Us (featuring Jay Rock & RaVaughn) – 5:09
14. Ride Slow (featuring Danny Brown & Delusional Thomas) – 7:21
15. W.R.O.H (featuring JMSN) – 23:00